# Eulalia staintonii
Eulalia staintonii är en gräsart som beskrevs av Norman Loftus Bor. Eulalia staintonii ingår i släktet Eulalia och familjen gräs. Inga underarter finns listade i Catalogue of Life.